# Nichollsia menoni
Nichollsia menoni är en kräftdjursart som beskrevs av Tiwari1958. Nichollsia menoni ingår i släktet Nichollsia och familjen Hypsimetopidae. Inga underarter finns listade i Catalogue of Life.